# Карнаби-стрит
Карнаби-стрит (англ. Carnaby Street) — небольшая пешеходная улица в Лондоне, расположенная вблизи Оксфорд-стрит и Риджент-стрит. В 1960-х годах улица была центром «свингующего Лондона» и независимой моды. Сейчас на Карнаби-стрит по-прежнему находятся бутики, но большинство из них отображают массовые тенденции современной моды.

## История
Карнаби-стрит была названа в честь большого здания Карнаби-хаус (Karnaby House), расположенного несколько восточней. До 1600 года это было поле, где король и его друзья любили охотиться. Карнаби-стрит была предположительно заложена в 1685 или 1686 году.  К 1690 году улица была окончательно застроена небольшими домами. Рынок был развит в 1820-х гг. В своем романе "Сибилла"(1845) Бенджамин Дизраэли упоминает "мясника с тушами, известного в Карнаби-маркет".
Этот район примечателен вспышкой холеры в 1854 году, что привело к раннему применению фундаментальных эпидемиологических принципов для разрешения кризиса. Джон Сноу, врач, который признал, что случаи были сосредоточены на Брод-стрит, сообщил о находке на основе карты графического изображения. Это привело к тому, что насос был заблокирован, и сокращение случаев заболевания холерой было быстрым.
В 1934 году был открыт Florence Mills Social Club — джаз-клуб, где собирались сторонники панафриканизма.
В 1957 году Джон Стивен, одна из ключевых фигур «свингующего Лондона», переехав из Шотландии в Лондон, открыл на Карнаби-стрит свой первый бутик «His Clothes». За ним последовали бутики I Was Lord Kitchener’s Valet, Kleptomania, Mates, Ravel и другие.
В начале 1960-х годов Карнаби-стрит стала популярной как среди модов, так и хиппи. Многие независимые дизайнеры, такие как Мэри Куант, Фоале и Таффин, Лорд Джон, Merc, Take Six и Irvine Sellars, обосновались на Карнаби-стрит. В прилегающих улицах расположились андерграундные клубы, где выступали Small Faces, The Who и Rolling Stones. Карнаби-стрит стала одним из центров свингующего Лондона, позднее она стала известна и в Европе. 15 апреля 1966 года журнал Time посвятил целую статью этой улице: Пожалуй, ничто так хорошо не иллюстрирует новый Лондон, как узкая Карнаби-стрит длиной в три квартала, забитая множеством бутиков, где девушки и парни покупают друг другу одежду...
В октябре 1973 года Совет Большого Лондона частично сделал Карнаби-стрит пешеходной зоной, запретив движение транспорта с 11:00 по 20:00. Сопоставление количества пешеходов, въезжающих в этот район до и после него, показало, что в результате пешеходизации пешеходные потоки увеличились на 30%. В начале 2010 года началась кампания по призыву к пешеходному движению в прилегающем районе Сохо.
Вестминстерский городской совет установил две зеленые таблички: одна на 1 Карнаби-стрит, посвященная модному предпринимателю Джону Стивену, который начал модную революцию, а другая на 52/55 Карнаби-стрит, посвящена модной поп-группе The Small Faces и их менеджеру Дону Ардену.

### 21 век
В честь памяти Фредди Меркьюри после выхода фильма Богемская рапсодия, арка Карнаби-стрит была переоформлена с логотипом Queen, который был установлен до начала 2019 года. Хотя Карнаби-стрит фигурирует во многих книгах о Лондоне, единственная опубликованная книга, которая посвящена исключительно этой улице и прослеживает ее историю с 1600-х до 1970-х годов, называется просто Карнаби-стрит и была написана Томом Солтером в 1970 году.

## Культурное влияние
В 1966 году открылся первый дамский модный бутик "Lady Jane", который произвел сенсацию среди публики, когда в витрине появились манекены, одетые так, что "Карнаби-стрит остановилась". Это было типичным примером сексуальной раскрепощенности, вызванной той эпохой.
В одном из эпизодов 15-го сезона сериала Симпсоны, под названием The Regina Monologues, показана Карнаби-стрит.
В 2013 году открылся мюзикл "Карнаби-стрит". Действие в мюзикле происходит в 1960-х годах.